# Діти атому
«Діти атому» — науково-фантастичний роман американської письменниці Вільми Х. Ширас 1953 року, який увійшов до переліку «Найзначніших науково-фантастичних і фентезійних книг за останні 50 років, 1953–2002." Книга є збіркою та розширенням трьох попередніх оповідань, найвідомішою з яких є повість «У криївках» 1948 року, яка з’явилася в кількох списках «Найкраща фантастика». Сюжет книги зосереджений на дітях з надлюдським інтелектом.

## Стислий зміст сюжету
У романі, більша частина якого спочатку була опублікована як серія оповідань у журналі «Аналог: наукова фантастика та факти, події відбуваються у майбутній Америці 1972 року, а головні герої — це група неймовірно обдарованих дітей — усі приблизно одного віку, усі надприродно розумні та всі приховують свої неймовірні здібності від світу, який, як вони знають, не зрозуміє їх.
Ці діти народилися від робітників, які потрапили під час вибуху на атомній установці, і залишилися сиротами лише через кілька місяців після народження, коли їхні батьки померли від відкладених наслідків вибуху.
Діти в романі — це мутанти, зібрані разом, щоб дослідити свої унікальні здібності та таємно навчатися в ексклюзивній школі для обдарованих дітей, щоб їх ненавидів і не боявся світ, який не зрозуміє їх. «Окленд Тріб'юн» описав це в 1953 році як «неминуче пристосування та непристосування генія меншості до посередності більшості».
У книзі Ширас жодному із дітей не надано паранормальних надздібностей, таких як телекінез чи передпізнання — їх головна відмінність полягає просто в неймовірному інтелекті в поєднанні з енергією та допитливістю, які змушують їх образно пожирати кожну книгу в їхніх місцевих бібліотеках, щоб пришвидшити курси підвищення кваліфікації в університеті та опублікувати незліченну кількість статей та оповідань по всьому світу, але все це зроблено ретельно за допомогою псевдонімів і поштою, щоб замаскувати свою молодість і захистити себе від  стереотипів, які менш розумні дорослі продовжують нав’язувати дітям.

## Аналіз та критика
Книгу сприйняли як ще один крок у розвитку наукової фантастики, оскільки вона більше зосереджена на інтелектуальному аналізі, а не на трафаретній «космічній опері».
Один рецензент написав: «Те, що ми знаходимо тут, — це винахідливе оновлення відомого «Дивний Джон» Олафа Стейплдона (1935) у дуже делікатних, несентиментальних термінах із додаванням відчуття спільності, перевага, яку герой Степлдона так і не відчув у повній мірі. Ширас розповідає свою історію простою, але вражаючою прозою, щось на зразок Теодора Стерджена і Кліффорда Д. Сімака."
Історія про несумісність між надлюдиною і нормальними людьми вражає багатьох дітей, які почуваються «такими, що відрізняються від звичайного стада, знехтуваними, висміюваними, ігнорованими, лише щоб перемогти, об’єднавшись з іншими нашими вид."
Ґрофф Конклін високо оцінив роман за його «багатство розвитку персонажів». Ентоні Буше та Джессі Френсіс Маккомас були розчаровані розширеною версією твору, висловивши думку, що хоча історії, на яких він базувався, були першокласними, розширення довжини роману стало «балакучим, надто спрощеним, позбавленим напруги чи конфлікту, і, стисло кажучи, просто не додаючим до адекватної новелістичної обробки чудово сформульованої теми." Інший авторитетний критик Пітер Шуйлер Міллер, незважаючи на визнання того, що розширення було менш ефективним, ніж оригінальний твір, все ж дійшов висновку, що воно «репрезентує те, що добре вдається науковій фантастиці».

## Зовнішні посилання
- Діти атому в Internet Speculative Fiction Database (англ.)
- Шаблон:OL work